# Cultura del Xiajiadian superior
La cultura del Xiajiadian superior (xinès tradicional: 夏家店上層文化, xinès simplificat: 夏家店上层文化, pinyin: Xià jiā diàn shàngcéng wénhuà: 夏家店上层文化) (c. 1000-600 aC.) L'indret conté diversos nivells arqueològics, el nivell més baix (2000-1500 BCE) i nivell superior (3000-1000 aC.), que deriva de la tradició del bronze de l'estepa Eurasiática i la Cultura d'Andrónovo. Va ser una cultura arqueològica de la Edat del bronze sorgida en el nord-oest de la República Popular de la Xina, derivada de la tradició del bronze de l'estepa euroasiàtica.
La cultura del Xiajiadian superior descoberta principalment en el sud-est de Mongòlia Interior, Hebei septentrional i Liaoning occidental, era lleugerament més desenvolupada que la del Xiajiadian inferior. S'estenia al nord del riu Xilamulun. En comparació de la cultura Xiajiadian inferior, els nivells de població eren inferiors, menys densos i més estesos. La cultura es basava essencialment en l'agricultura, però també tenia un component pecuari, amb un estil de vida nòmada. L'estructura social va canviar de ser una societat acèfala o tribal a una societat més orientada al cacicat. L'àrea arqueològica tipus està representada per la cultura del Xiajiadian inferior, l'indret arqueològic epònim on es va desenvolupar es troba a Chifeng, Mongòlia Interior.

## Producció
La cultura del Xiajiadian superior va produir artefactes ceràmics inferiors comparats amb la ceràmica del Xiajiadian inferior. La ceràmica del Xiajiadian superior és rugosa, decorada i cuita a baixa temperatura. Encara que això va ser compensat pels seus artefactes de bronze, os i pedra. La cultura es coneix principalment pels seus objectes de bronze: cascos, destrals, cisells, puntes de fletxa, ganivets i dagas. Els bronzes del Xiajiadian superior es decoraven amb animals i motius naturals, que suggereixen possibles afinitats amb els escitas i indiquen que van mantenir contacte cultural i intercanvi comercial amb ells a través de les estepes eurasiáticas. Els gots de bronze locals eren molt més petits que els recipients d'aquest metall de la Dinastia Zhou. Al final d'aquest període, ornaments, utensilis, gots rituals i gēs (destrals dagas) d'estil Zhou de l'oest i gots de bronze es van trobar a les grans tombes dels jaciments arqueològics de la cultura del Xiajiadian superior. En un cas, els gots de bronze pertanyien a la família governant de l'Estat de Xu i van ser descoberts en una tomba de la cultura del Xiajiadian superior en Xiaoheishigou (小黑石沟), testificat per les inscripcions en un dels gots.

## Organització social
La cultura del Xiajiadian superior mostra evidències d'un canvi dràstic en el seu estil de vida comparada amb el de la cultura Xiajiadian inferior. La de el Xiajiadian superior es caracteritza per una menor èmfasi en les estructures permanents, preferint reocupar les estructures arquitectòniques preexistents del Xiajiadian inferior, o reutilitzar les pedres del Xiajiadian inferior per a les seves construccions. Els cavalls van ser de gran importància en aquesta cultura, com ho demostren les restes de cavalls, arreos i equips d'equitació trobats a les àrees arqueològiques del Xiajiadian superior.
La cultura va evolucionar cap a una organització social centralitzada; no obstant això, no existeix cap evidència que es construïssin obres públiques de certa entitat. Basada inicialment en la cria del porc, van ser l'oví i el caprí els que van predominar com a font proteica en l'alimentació. Les tombes de l'elit contenen ofrenes funeràries suntuosas i més nombroses que les de les elits de la Xiajiadian inferior. Els enterraments del Xiajiadian superior estan assenyalats normalment per fites i túmuls.